# آنا زگرس
آنا زگرس (آلمانی: Anna Seghers؛ زاده ۱۹ نوامبر ۱۹۰۰ – درگذشته ۱ ژوئن ۱۹۸۳) یک نویسندهٔ اهل آلمان بود. او برای اولین بار در سال ۱۹۲۸ و با انتشار کتاب قیام ماهیگیران سن باربارا مورد توجه منتقدان قرار گرفت. وی پس از روی کار آمدن هیتلر به فرانسه رفت. پس از اشغال فرانسه آنا زگرس با سختی تمام خود را به مکزیک رساند.

## آثارِ ترجمه‌شده به فارسی
- تصمیم و اعتماد[۱]
- ه‍ف‍ت‍م‍ی‍ن‌ ص‍ل‍ی‍ب‌، ت‍رج‍م‍ۀ ح‍س‍ی‍ن‌ ن‍وروزی‌، ب‍ا م‍ق‍دم‍ه‌ رح‍ی‍م‌ ن‍ام‍ور، جهانسو، ۱۳۶۰.
- مرده‌ها جوان می‌مانند، ترجمۀ علی‌اصغر حدّاد، ت‍ه‍ران‌: ن‍ش‍ر اش‍اره‌، ۱۳۷۲؛ تهران: انتشارات ماهی، ‏‫۱۳۹۶.‬‬
- ترانزیت، ترجمۀ کیومرث علی‌خواه، تهران: انتشارات ماهی‏‫، ۱۴۰۰.‬
- ترانزیت، ترجمۀ ستاره نوتاج، تهران: ققنوس‏‫، ۱۴۰۰.‬[۲]
- سفر دریایی: یک داستان عاشقانه، ترجمۀ مهشید میرمعزی، تهران: افق، ‏‫۱۴۰۱.‬‬‬